# Allied Command Europe Rapid Reaction Corps
Allied Command Europe Rapid Reaction Corps (dobesedno slovensko Hitroreakcijski korpus Evropskega zavezniškega poveljstva; kratica ACCR) je mednarodna vojaška sila, ki opravlja nalogo predhodnice sil zveze NATO na kriznih žariščih in jo sestavljajo vojaške enote nekaterih evropskih članic Nata.
Sam korpus nima stalne sestave, saj se celotna sestava aktivira le na ukaz SACEURa. V primeru popolne aktivacije vseh enot ima korpus 8 divizij s skupaj 114.600 pripadniki; taka moč ustreza velikosti armade.
Uradni jezik je angleščina.

## Zgodovina
Prvo operativno nalogo je ARRC opravil leta 1995 v sklopu IFORja. Pozneje je sodeloval še v kosovski vojni (1999), leta 2006 pa je prevzel poveljstvo ISAFa.

## Sestava
- poveljstvo
- 7. oklepna divizija  - 19.000
- 1. oklepna divizija  - 18.500
- 3. mehanizirana divizija  - 18.500
- 1. oklepna divizija  - 22.000
- Hitroreakcijska divizija  - 10.000
- 3. mehanizirana divizija  - 18.000
- 2. mehanizirana divizija  - ?
- 1. mehanizirana divizija  - 13.600

## Poveljstvo
Poveljnik
- Lieutenant General Sir Christopher Drewry (26. januar 2000 - 15. januar 2003)
- Lieutenant General Sir Richard Dannatt (15. januar 2003 - 19. januar 2006)
- Lieutenant General David J. Richards (19. januar 2006 - danes)

Namestnik poveljnika
- Generale di divisione Giuseppe Valotto (31. julij 2001 - 17. julij 2004)
- Generale di divisione Giuseppe Emilio Gay (17. julij 2004 - danes)

Načelnik štaba
- Major General Nick Houghton (julij 2002 - april 2004)
- Major General Chris Brown (april 2004 - danes)